# Pseudocycnus appendiculatus
Pseudocycnus appendiculatus is een eenoogkreeftjessoort uit de familie van de Pseudocycnidae. De wetenschappelijke naam van de soort is voor het eerst geldig gepubliceerd in 1865 door Heller.